# 傑勒爾·昂柯斯

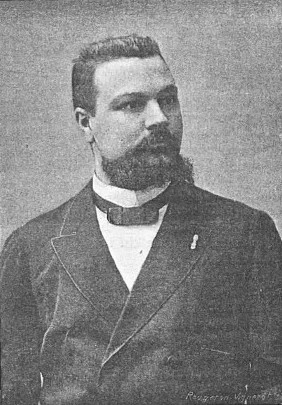
傑勒爾·昂柯斯

傑勒爾·阿纳克莱特·文森特·昂柯斯（法語：Gérard Anaclet Vincent Encausse，1865年7月13日—1916年10月25日），笔名巴布斯（法語：Papus），是法国的医生、神秘学家。他与奥古斯丁·沙博索共同创立马丁主义骑士团。